# Michael Kahn (nhà dựng phim)
Michael Kahn (sinh ngày 8 tháng 12 năm 1930) là một nhà biên tập phim người Mỹ. Ông đã biên tập từ bộ phim truyền hình Hogan's Heroes cho tới các bộ phim chiếu rạp được đạo diễn bởi George C. Scott (The Savage is Loose) và Steven Spielberg, người mà ông đã cộng tác cùng trong gần bốn mươi năm. Ông được đề cử 8 giải Oscar cho hạng mục Dựng phim xuất sắc nhất và giành ba giải qua các bộ phim Indiana Jones và chiếc rương thánh tích (1982), Bản danh sách của Schindler (1993) và Giải cứu binh nhì Ryan (1998).

## Cuộc đời và sự nghiệp
Kahn được sinh ra tại New York. Ông là thành viên của Các nhà biên tập điện ảnh Hoa Kỳ (ACE). Ông là một trong số ít những nhà biên tập vẫn còn biên tập phim nhựa (dù ông đã biên tập kĩ thuật số trong một số dự án không được đạo diễn bởi Spielberg). The Adventures of Tintin: The Secret of the Unicorn trở thành bộ phim đầu tiên mà Kahn biên tập kĩ thuật số bằng Avid cho Spielberg dù trước đó ông đã biên tập kĩ thuật số cho một số dự án như Twister.

## Giải thưởng
Kahn là nhà biên tập phim được đề cử nhiều nhất trong lịch sử Giải Oscar với tổng cộng tám đề cử. Thêm vào đó Kahn là người chiến thắng nhiều nhất ở giải Oscar (ba lần) cho hạng mục Biên tập phim, đứng cùng hạng với Thelma Schoonmaker, Daniel Mandell, và Ralph Dawson. Tất cả các bộ phim giúp ông chiến thắng Oscar đều được đạo diễn bởi Steven Spielberg, bao gồm Raiders of the Lost Ark (1981), Schindler's List (1993), và Saving Private Ryan (1998).

## Danh sách phim
| Năm  | Tên                                                 | Đạo diễn           | Ghi chú |
| ---- | --------------------------------------------------- | ------------------ | --- |
| 1969 | The Activist                                        | Art Napoleon       | |
| 1971 | Touch Me                                            | Anthony Spinelli   | |
| 1972 | Wild in the Sky                                     | William T. Naud    | |
| 1972 | Trouble Man                                         | Ivan Dixon         | |
| 1972 | Rage                                                | George C. Scott    | |
| 1973 | The Spook Who Sat by the Door                       | Ivan Dixon         | |
| 1974 | Black Belt Jones                                    | Robert Clouse      | |
| 1974 | Truck Turner                                        | Jonathan Kaplan    | |
| 1974 | Golden Needles                                      | Robert Clouse      | |
| 1974 | Buster and Billie                                   | Daniel Petrie      | |
| 1974 | Buster and Billie                                   | Sidney Sheldon     | |
| 1974 | The Savage Is Loose                                 | George C. Scott    | |
| 1975 | The Devil's Rain                                    | Robert Fuest       | |
| 1975 | The Ultimate Warrior                                | Robert Clouse      | |
| 1976 | The Return of a Man Called Horse                    | Irvin Kershner     | |
| 1977 | Close Encounters of the Third Kind                  | Steven Spielberg   | Đề cử—Giải Oscar cho biên tập Đề cử—BAFTA Award cho Biên tập Phim Xuất sắc Nhất |
| 1978 | Eyes of Laura Mars                                  | Irvin Kershner     | |
| 1978 | Ice Castles                                         | Donald Wrye        | |
| 1979 | 1941                                                | Steven Spielberg   | |
| 1980 | Used Cars                                           | Robert Zemeckis    | |
| 1981 | Raiders of the Lost Ark                             | Steven Spielberg   | Giải Oscar cho biên tập ACE Eddie for Biên tập Phim Xuất sắc Nhất Đề cử—BAFTA Award cho Biên tập Phim Xuất sắc Nhất |
| 1982 | Poltergeist                                         | Tobe Hooper        | |
| 1983 | Table for Five                                      | Robert Lieberman   | |
| 1984 | Indiana Jones and the Temple of Doom                | Steven Spielberg   | Đề cử—BAFTA Award cho Biên tập Phim Xuất sắc Nhất |
| 1984 | Falling in Love                                     | Ulu Grosbard       | |
| 1985 | The Goonies                                         | Richard Donner     | |
| 1985 | The Color Purple                                    | Steven Spielberg   | |
| 1986 | Wisdom                                              | Emilio Estevez     | |
| 1987 | Fatal Attraction                                    | Adrian Lyne        | BAFTA Award cho Biên tập Phim Xuất sắc Nhất Đề cử—Giải Oscar cho biên tập |
| 1987 | Empire of the Sun                                   | Steven Spielberg   | Đề cử—Giải Oscar cho biên tập |
| 1988 | Arthur 2: On the Rocks                              | Bud Yorkin         | |
| 1989 | Indiana Jones and the Last Crusade                  | Steven Spielberg   | |
| 1989 | Always                                              | Steven Spielberg   | |
| 1990 | Arachnophobia                                       | Frank Marshall     | |
| 1991 | Toy Soldiers                                        | Daniel Petrie, Jr. | |
| 1991 | Hook                                                | Steven Spielberg   | |
| 1993 | Alive                                               | Frank Marshall     | |
| 1993 | Jurassic Park                                       | Steven Spielberg   | |
| 1993 | Schindler's List                                    | Steven Spielberg   | Giải Oscar cho biên tập ACE Eddie for Biên tập Phim Xuất sắc Nhất BAFTA Award cho Biên tập Phim Xuất sắc Nhất |
| 1995 | Casper                                              | Brad Silberling    | |
| 1996 | Twister                                             | Jan de Bont        | |
| 1997 | The Lost World: Jurassic Park                       | Steven Spielberg   | |
| 1997 | Amistad                                             | Steven Spielberg   | Đề cử—Giải Satellite cho Biên tập Phim Xuất sắc Nhất |
| 1998 | Saving Private Ryan                                 | Steven Spielberg   | Giải Oscar cho biên tập ACE Eddie for Biên tập Phim Xuất sắc Nhất Giải của Hội phê bình phim online cho biên tập xuất sắc nhất Giải Satellite cho Biên tập Phim Xuất sắc Nhất Đề cử—BAFTA Award cho Biên tập Phim Xuất sắc Nhất                                                                 |
| 1999 | The Haunting                                        | Jan de Bont        | |
| 2000 | Reindeer Games                                      | John Frankenheimer | |
| 2001 | A.I. Artificial Intelligence                        | Steven Spielberg   | |
| 2002 | Minority Report                                     | Steven Spielberg   | |
| 2002 | Catch Me If You Can                                 | Steven Spielberg   | |
| 2003 | Lara Croft Tomb Raider: The Cradle of Life          | Jan de Bont        | |
| 2003 | Peter Pan                                           | P. J. Hogan        | |
| 2004 | Lemony Snicket's A Series of Unfortunate Events     | Brad Silberling    | |
| 2004 | The Terminal                                        | Steven Spielberg   | |
| 2005 | War of the Worlds                                   | Steven Spielberg   | Đề cử—Giải Satellite cho Biên tập Phim Xuất sắc Nhất |
| 2005 | Munich                                              | Steven Spielberg   | Đề cử—Giải Oscar cho biên tập Đề cử—ACE Eddie cho Biên tập Phim Xuất sắc Nhất Đề cử—Giải của Hội phê bình phim online cho biên tập xuất sắc nhất |
| 2006 | 10 Items or Less                                    | Brad Silberling    | |
| 2008 | The Spiderwick Chronicles                           | Mark Waters        | |
| 2008 | Indiana Jones and the Kingdom of the Crystal Skull  | Steven Spielberg   | |
| 2010 | Prince of Persia: The Sands of Time                 | Mike Newell        | |
| 2011 | The Adventures of Tintin: The Secret of the Unicorn | Steven Spielberg   | Đề cử—Giải Saturn cho Biên tập Phim Xuất sắc Nhất |
| 2011 | War Horse                                           | Steven Spielberg   | Đề cử—ACE Eddie for Biên tập Phim Xuất sắc Nhất Đề cử—Giải Broadcast Film Critics Association cho Biên tập Phim Xuất sắc Nhất Đề cử—Giải Satellite cho Biên tập Phim Xuất sắc Nhất |
| 2012 | Lincoln                                             | Steven Spielberg   | Đề cử—Giải Oscar cho dựng phim xuất sắc nhất Đề cử—Giải Broadcast Film Critics Association cho Biên tập Phim Xuất sắc Nhất Đề cử—Giải International Online Film Critics' Poll cho Biên tập Phim Xuất sắc Nhất                                                                                   |
| 2014 | Đứa con thứ 7                                       | Sergei Bodrov      | |
| 2015 | Người đàm phán                                      | Steven Spielberg   | Đề cử—Giải BAFTA cho dựng phim xuất sắc nhất Đề cử—Giải Satellite cho dựng phim xuất sắc nhất |
| 2016 | Chuyện chưa kể ở xứ sở khổng lồ                     | Steven Spielberg   | Giải Sao Thổ cho dựng phim xuất sắc nhất |
| 2017 | Bí mật Lầu Năm Góc                                  | Steven Spielberg   | ACE Eddie for Best Edited Feature Film – Dramatic Đề cử—Critics' Choice Movie Award for Best Editing Đề cử—San Diego Film Critics Society Award for Best Editing Đề cử—San Francisco Film Critics Circle Award for Best Editing Đề cử—St. Louis Film Critics Association Award for Best Editing |
| 2018 | Ready Player One: Đấu trường ảo                     | Steven Spielberg   | |
| 2021 | West Side Story                                     | Steven Spielberg   | Critics' Choice Movie Award for Best Editing |
| 2022 | The Fabelmans: Tuổi trẻ huy hoàng                   | Steven Spielberg   | |